# (29824) Kalmančok
(29824) Kalmančok ist ein Asteroid des Hauptgürtels, der am 23. Februar 1999 von den slowakischen Astronomen Leonard Kornoš und Juraj Tóth am Astronomischen und geophysikalischen Observatorium Modra (IAU-Code 118) in Modra in der Slowakei entdeckt wurde, das von der Comenius-Universität Bratislava betrieben wird.
Der Asteroid gehört zur Themis-Familie, einer Gruppe von Asteroiden, die nach (24) Themis benannt wurde.
Der Himmelskörper wurde am 7. April 2005 nach dem slowakischen Astronomen Dušan Kalmančok (* 1945) benannt, der einen signifikanten Anteil am Aufbau des Observatoriums in Modra hatte.